# Orquestra Filarmônica Real de Liverpool
A Orquestra Filarmônica Real de Liverpool é uma orquestra baseada em Liverpool, Inglaterra. É a mais antiga orquestra britânica e uma das mais antigas do mundo. Ela é administrada pela Sociedade Filarmônica Real de Liverpool, que é a única sociedade orquestral do Reino Unido e tem seu próprio hall, o Liverpool Philharmonic Hall.

## História
A Orquestra foi fundada como associação privada sob o nome de Sociedade Filarmônica de Liverpool no  dia 10 de Janeiro de 1840. A orquestra é uma das organizações de concerto mais antigas do mundo e a segunda mais velha da Grã-Bretanha, após somente da Sociedade Filarmônica Real e Gewandhaus de Leipzig, mas foi fundada antes da Filarmônica de Viena e da Filarmônica de Nova Iorque. A Sociedade e a Orquestra receberam o predicado 'Real' em 1957 da Rainha, quando ela aceitou ser a patronesa da orquestra, e eles continuaram sendo a única organização com patronagem Real até a década de 1980. Aconteceram concertos em muitos locais até o Philharmonic Hall ser inaugurado em 1849, entretanto o Hall foi perdido em 1933 em virtude de um incêndio. O professor de arquitetura da Universidade de Liverpool, Herbert Rowse, desenhou o Bau Haus, que foi inaugurado em 1939.

## Maestros
- 1840-1843 John Russell
- 1843-1865 Jakob Zeugheer
- 1865-1867 Alfred Mellon
- 1867-1880 Sir Julius Benedict
- 1880-1883 Max Bruch
- 1883-1895 Charles Hallé
- 1896–1913 Frederic Hymen Cowen
- 1920-1930 Henry Wood e Thomas Beecham
- 1930-1942 Louis Cohen
- 1942-1948 Malcolm Sargent
- 1948-1954 Hugo Rignold
- 1954-1955 Paul Kletzki
- 1955-1957 Efrem Kurtz
- 1957-1963 John Pritchard
- 1963-1977 Charles Groves
- 1977-1980 Walter Weller
- 1980-1983 David Atherton
- 1983-1986 Marek Janowski
- 1987-1997 Libor Pešek
- 1997-2001 Petr Altrichter
- 2001-2006 Gerard Schwarz
- 2006-Pres. Vasily Petrenko